# مغالطه عاطفی
مغالطه عاطفی (به انگلیسی: Affective fallacy) مفهومی ویژه در نظریات نقد ادبی می‌باشد که به تحت تأثیر عاطفی قرار گرفتن منتقد در حین قرائت یک اثر هنری و ادبی اشاره دارد. از این رهگذر، نقدهایی که بر اساس مغالطه عاطفی صورت پذیرفته‌است، فاقد ارزش علمی خواهند بود.